# ايمانويل كزافييه
ايمانويل كزافييه (بالإنجليزية: Emanuel Xavier)‏ هو كاتب وشاعر أمريكي، ولد في 3 مايو 1971 في بروكلين في الولايات المتحدة.

## وصلات خارجية
- ايمانويل كزافييه على موقع IMDb (الإنجليزية)